# Potatoes for Christmas
Potatoes For Christmas – pierwszy album EP amerykańskiego zespołu Papa Roach, wydany w 1994 roku. Obecnie dostępny jedynie w formie cyfrowej (do pobrania w sieci).

## Lista utworów
1. „Coffee Thoughts” – 4:14
2. „Mama's Dress” – 3:05
3. „Lenny's” – 4:13
4. „Lulu Espidachi” – 3:04
5. „Cheez-z-Füx” – 3:53
6. „I Love Babies” – 4:02
7. „Dendrilopis” – 1:06

## Twórcy
- Jacoby Shaddix – śpiew
- Jerry Horton – gitara, wokal wspierający
- Will James – gitara basowa, wokal wspierający
- Ryan Brown – perkusja, instrumenty perkusyjne
- Sammy Torisso – klarnet